# Бетјун (Колорадо)
Бетјун (енгл. Bethune) град је у америчкој савезној држави Колорадо.

## Демографија
По попису из 2010. године број становника је 237, што је 12 (5,3%) становника више него 2000. године.
| Група             | 2000.       | 2010.       |
| Белци             | 151 (67,1%) | 148 (62,4%) |
| Афроамериканци    | 0 (0,0%)    | 1 (0,4%)    |
| Азијати           | 1 (0,4%)    | 0 (0,0%)    |
| Хиспаноамериканци | 70 (31,1%)  | 87 (36,7%)  |
| Укупно            | 225         | 237         |